# Gonolobus ottonis
Gonolobus ottonis là một loài thực vật có hoa trong họ La bố ma. Loài này được K.Koch & C.D.Bouché mô tả khoa học đầu tiên năm 1855.